# Ivanovo (obchtina)
Ivanovo (bulgare : Иваново) est une obchtina de l'oblast de Roussé en Bulgarie.